# Mamadou Kassé Hann
Mamadou Kassé Hann (Pikine, 10 ottobre 1986) è un ostacolista e velocista senegalese naturalizzato francese.

## Palmarès
| Anno                            | Manifestazione           | Sede           | Evento   | Risultato  | Prestazione | Note |
| ------------------------------- | ------------------------ | -------------- | -------- | ---------- | ----------- | ---- |
| In rappresentanza del Senegal   |                          |                |          |            |             |      |
| 2005                            | Africani U20             | Tunisi-Radès   | 400 m hs | 8º         | 54"41       |      |
| 2005                            | Africani U20             | Tunisi-Radès   | 4x400 m  | Bronzo     | 3'14"43     |      |
| 2006                            | Africani                 | Bambous        | 400 m hs | Batteria   | 54"47       |      |
| 2007                            | Giochi panafricani       | Algeri         | 400 m hs | Batteria   | 51"26       |      |
| 2007                            | Giochi panafricani       | Algeri         | 4×400 m  | 6º         | 3'08"35     |      |
| 2008                            | Africani                 | Addis Abeba    | 400 m hs | Batteria   | 53"29       |      |
| 2008                            | Africani                 | Addis Abeba    | 4×400 m  | Bronzo     | 3'05"93     |      |
| 2009                            | Giochi della Francofonia | Beirut         | 400 m hs | Bronzo     | 50"69       |      |
| 2009                            | Giochi della Francofonia | Beirut         | 4×400 m  | Oro        | 3'06"93     |      |
| 2010                            | Africani                 | Nairobi        | 400 m hs | Bronzo     | 49"10       |      |
| 2010                            | Africani                 | Nairobi        | 4×400 m  | Batteria   | 3'09"87     |      |
| 2012                            | Africani                 | Porto-Novo     | 400 m hs | Argento    | 49"39       |      |
| 2012                            | Giochi olimpici          | Londra         | 400 m hs | Semifinale | 48"80       |      |
| 2013                            | Mondiali                 | Mosca          | 400 m hs | 7º         | 48"68       |      |
| 2013                            | Giochi della Francofonia | Nizza          | 400 m hs | Oro        | 50"69       |      |
| In rappresentanza della Francia |                          |                |          |            |             |      |
| 2016                            | Europei                  | Amsterdam      | 400 m hs | Semifinale | 49"28       |      |
| 2016                            | Europei                  | Amsterdam      | 4×400 m  | Batteria   | 3'04"95     |      |
| 2016                            | Giochi olimpici          | Rio de Janeiro | 4×400 m  | Batteria   | 3'00"82     |      |
| 2017                            | World Relays             | Nassau         | 4×400 m  | 8º         | 3'06"33     |      |
| 2017                            | Mondiali                 | Londra         | 400 m hs | Semifinale | 50"35       |      |
| 2018                            | Europei                  | Berlino        | 4×400 m  | 4º         | 3'02"08     |      |
| 2021                            | World Relays             | Chorzów        | 4×400 m  | 7º         | 3'06"16     |      |